# Mistrzostwa Świata w Hokeju na Lodzie Kobiet 2023 (I Dywizja)
Mistrzostwa Świata w Hokeju na Lodzie Kobiet I Dywizji 2023 rozegrane zostały w dniach 20-26 sierpnia (Dywizja IA) i 17-23 kwietnia (Dywizja IB).
Do mistrzostw I Dywizji przystąpiło 12 zespołów, które zostały podzielone na dwie grupy po sześć zespołów. Dywizja I Grupa A swoje mecze rozgrywała w (Shenzhen) w Chinach, natomiast Dywizja I Grupa B w Suwon w Korei Południowej. Reprezentacje rywalizowały systemem każdy z każdym.
Hale, w których zorganizowano zawody:
- Shenzhen Universiade Center w Shenzhen – Dywizja IA,
- Suwon Ice Rink w Suwon – Dywizja IB.

## Grupa A
Do mistrzostw świata elity w 2024 z Dywizji IA awansowała najlepsza reprezentacja. Ostatni zespół został zdegradowany. Początkowo mistrzostwa świata tej grupy miały odbyć się w dniach 11-17 kwietnia 2023 roku, lecz 22 marca 2023 podjęto decyzję o przełożeniu ich na sierpniowy termin.
| 20 sierpnia 2023 | Holandia | 1:6 | Dania | Shenzhen Universiade Center, Shenzhen |

| Szczegóły      | Szczegóły              | Szczegóły       | Szczegóły | Szczegóły |
| -------------- | ---------------------- | --------------- | --- | --- |
| Godzina: 13:00 | S. Wielenga (SH) 35:38 | (0:2, 1:1, 0:3) | 03:29 (EQ) L. Friis-Hansen 07:09 (EQ) S. Skriver 32:15 (EQ) J. Jakobsen 46:05 (EQ) S. Glud 48:27 (EQ) S. Skriver 53:55 (EQ) M. Peters | Widzów: 3100 Sędzia główny: Ida Henriksson Jestina Vichorek Sędziowie liniowi: Johanna Oksanen Adrienn Paulheim |
| Godzina: 13:00 | 6 min. kar             |                 | 4 min. kar | Widzów: 3100 Sędzia główny: Ida Henriksson Jestina Vichorek Sędziowie liniowi: Johanna Oksanen Adrienn Paulheim |

| 20 sierpnia 2023 | Austria | 4:0 | Norwegia | Shenzhen Universiade Center, Shenzhen |

| Szczegóły      | Szczegóły                                                                                 | Szczegóły       | Szczegóły  | Szczegóły |
| -------------- | ----------------------------------------------------------------------------------------- | --------------- | ---------- | --- |
| Godzina: 16:30 | T. Grascher (PP) 07:04 T. Grascher (EQ) 19:18 A. Meixner (EQ) 31:35 A. Meixner (PP) 39:34 | (2:0, 2:0, 0:0) |            | Widzów: 2800 Sędzia główny: Kaisa Ketonen Michelle Stapleton Sędziowie liniowi: Marine Dinant Natalia Suchanek |
| Godzina: 16:30 | 4 min. kar                                                                                |                 | 8 min. kar | Widzów: 2800 Sędzia główny: Kaisa Ketonen Michelle Stapleton Sędziowie liniowi: Marine Dinant Natalia Suchanek |

| 20 sierpnia 2023 | Chiny | 1:0 | Słowacja | Shenzhen Universiade Center, Shenzhen |

| Szczegóły      | Szczegóły          | Szczegóły       | Szczegóły   | Szczegóły                                                                                                |
| -------------- | ------------------ | --------------- | ----------- | --- |
| Godzina: 20:00 | Kong M. (EQ) 38:32 | (0:0, 1:0, 0:0) |             | Widzów: 6673 Sędzia główny: Miyuki Nakayama Laura White Sędziowie liniowi: Laura Gutasukas Kirsten Welsh |
| Godzina: 20:00 | 6 min. kar         |                 | 16 min. kar | Widzów: 6673 Sędzia główny: Miyuki Nakayama Laura White Sędziowie liniowi: Laura Gutasukas Kirsten Welsh |

| 21 sierpnia 2023 | Dania | 0:1 | Austria | Shenzhen Universiade Center, Shenzhen |

| Szczegóły      | Szczegóły  | Szczegóły       | Szczegóły             | Szczegóły |
| -------------- | ---------- | --------------- | --------------------- | --- |
| Godzina: 13:00 |            | (0:0, 0:1, 0:0) | 21:05 (EQ) A. Meixner | Widzów: 2355 Sędzia główny: Michelle Stapleton Laura White Sędziowie liniowi: Adrienn Paulheim Natalia Suchanek |
| Godzina: 13:00 | 8 min. kar |                 | 12 min. kar           | Widzów: 2355 Sędzia główny: Michelle Stapleton Laura White Sędziowie liniowi: Adrienn Paulheim Natalia Suchanek |

| 21 sierpnia 2023 | Słowacja | 0:3 | Holandia | Shenzhen Universiade Center, Shenzhen |

| Szczegóły      | Szczegóły   | Szczegóły       | Szczegóły                                                          | Szczegóły                                                                                                   |
| -------------- | ----------- | --------------- | ------------------------------------------------------------------ | --- |
| Godzina: 16:30 |             | (0:0, 0:2, 0:1) | 23:58 (EQ) E. de Jong 26:58 (EQ) S. Wielenga 48:16 (PP) B. van Nes | Widzów: 2670 Sędzia główny: Kaisa Ketonen Jestina Vichorek Sędziowie liniowi: Marine Dinant Johanna Oksanen |
| Godzina: 16:30 | 10 min. kar |                 | 12 min. kar                                                        | Widzów: 2670 Sędzia główny: Kaisa Ketonen Jestina Vichorek Sędziowie liniowi: Marine Dinant Johanna Oksanen |

| 21 sierpnia 2023 | Norwegia | 3:5 | Chiny | Shenzhen Universiade Center, Shenzhen |

| Szczegóły      | Szczegóły                                                      | Szczegóły       | Szczegóły                                                                                           | Szczegóły                                                                                                  |
| -------------- | -------------------------------------------------------------- | --------------- | --------------------------------------------------------------------------------------------------- | --- |
| Godzina: 20:00 | E. Bergesen (EQ) 08:26 M. Sirum (EQ) 23:02 E. Kruse (EQ) 43:18 | (1:0, 1:3, 1:2) | 30:15 (PP) Kang M. 31:23 (EQ) Kong M. 36:50 (EQ) Fang X. 48:45 (EQ) Kong M. 58:00 (EQ/ENG) Zhang X. | Widzów: 7132 Sędzia główny: Ida Henriksson Amy Martin Sędziowie liniowi: Eva Mária Moleková Jennifer Vicha |
| Godzina: 20:00 | 12 min. kar                                                    |                 | 2 min. kar                                                                                          | Widzów: 7132 Sędzia główny: Ida Henriksson Amy Martin Sędziowie liniowi: Eva Mária Moleková Jennifer Vicha |

| 23 sierpnia 2023 | Norwegia | 4:2 | Słowacja | Shenzhen Universiade Center, Shenzhen |

| Szczegóły      | Szczegóły                                                                                      | Szczegóły       | Szczegóły                                         | Szczegóły |
| -------------- | ---------------------------------------------------------------------------------------------- | --------------- | ------------------------------------------------- | --- |
| Godzina: 13:00 | T. Jørgensen (EQ) 19:01 E. Kruse (PP) 44:14 M. Fischer (EQ) 44:42 J. Biseth Engmann (PP) 59:17 | (1:0, 0:2, 3:0) | 25:12 (EQ) S. M. Bednárik 34:16 (EQ) T. Korenková | Widzów: 2350 Sędzia główny: Ida Henriksson Michelle Stapleton Sędziowie liniowi: Marine Dinant Jennifer Vicha |
| Godzina: 13:00 | 6 min. kar                                                                                     |                 | 4 min. kar                                        | Widzów: 2350 Sędzia główny: Ida Henriksson Michelle Stapleton Sędziowie liniowi: Marine Dinant Jennifer Vicha |

| 23 sierpnia 2023 | Holandia | 2:1 | Austria | Shenzhen Universiade Center, Shenzhen |

| Szczegóły      | Szczegóły                                    | Szczegóły       | Szczegóły             | Szczegóły |
| -------------- | -------------------------------------------- | --------------- | --------------------- | --- |
| Godzina: 16:30 | S. Wielenga (EQ) 27:23 B. van Nes (PP) 55:23 | (0:0, 1:1, 1:0) | 35:44 (EQ) C. Wittich | Widzów: 2730 Sędzia główny: Miyuki Nakayama Jestina Vichorek Sędziowie liniowi: Eva Mária Moleková Kirsten Welsh |
| Godzina: 16:30 | 12 min. kar                                  |                 | 6 min. kar            | Widzów: 2730 Sędzia główny: Miyuki Nakayama Jestina Vichorek Sędziowie liniowi: Eva Mária Moleková Kirsten Welsh |

| 23 sierpnia 2023 | Dania | 2:4 | Chiny | Shenzhen Universiade Center, Shenzhen |

| Szczegóły      | Szczegóły                                 | Szczegóły       | Szczegóły                                                                    | Szczegóły                                                                                                |
| -------------- | ----------------------------------------- | --------------- | ---------------------------------------------------------------------------- | --- |
| Godzina: 20:00 | N. Jensen (EQ) 23:17 N. Jensen (EQ) 54:16 | (0:3, 1:0, 1:1) | 01:53 (EQ) Guan Y. 12:30 (EQ) Wang J. 19:53 (EQ) Zhang X. 53:04 (EQ) Fang X. | Widzów: 7631 Sędzia główny: Kaisa Ketonen Amy Martin Sędziowie liniowi: Laura Gutasukas Natalia Suchanek |
| Godzina: 20:00 | 4 min. kar                                |                 | 8 min. kar                                                                   | Widzów: 7631 Sędzia główny: Kaisa Ketonen Amy Martin Sędziowie liniowi: Laura Gutasukas Natalia Suchanek |

| 24 sierpnia 2023 | Norwegia | 3:6 | Holandia | Shenzhen Universiade Center, Shenzhen |

| Szczegóły      | Szczegóły                                                   | Szczegóły       | Szczegóły | Szczegóły                                                                                                |
| -------------- | ----------------------------------------------------------- | --------------- | --- | --- |
| Godzina: 13:00 | M. Sirum (EQ) 03:28 M. Sirum (PP) 24:16 M. Sirum (EQ) 25:29 | (1:1, 2:3, 0:2) | 10:19 (PP) B. Strople 29:49 (EQ) A. Seppenwolde 31:33 (PP) K. Hamers 33:13 (PP) H. Huisman 44:51 (EQ) B. van Nes 59:37 (EQ/ENG) B. van Nes | Widzów: 2415 Sędzia główny: Amy Martin Laura White Sędziowie liniowi: Eva Mária Moleková Johanna Oksanen |
| Godzina: 13:00 | 14 min. kar                                                 |                 | 6 min. kar | Widzów: 2415 Sędzia główny: Amy Martin Laura White Sędziowie liniowi: Eva Mária Moleková Johanna Oksanen |

| 24 sierpnia 2023 | Słowacja | 1:2 | Dania | Shenzhen Universiade Center, Shenzhen |

| Szczegóły      | Szczegóły                | Szczegóły       | Szczegóły                                   | Szczegóły |
| -------------- | ------------------------ | --------------- | ------------------------------------------- | --- |
| Godzina: 16:30 | B. Kapičáková (EQ) 03:54 | (1:1, 0:0, 0:1) | 18:05 (EQ) N. Jensen 45:49 (EQ) J. Jakobsen | Widzów: 2530 Sędzia główny: Miyuki Nakayama Jestina Vichorek Sędziowie liniowi: Adrienn Paulheim Jennifer Vicha |
| Godzina: 16:30 | 2 min. kar               |                 | 0 min. kar                                  | Widzów: 2530 Sędzia główny: Miyuki Nakayama Jestina Vichorek Sędziowie liniowi: Adrienn Paulheim Jennifer Vicha |

| 24 sierpnia 2023 | Austria | 0:2 | Chiny | Shenzhen Universiade Center, Shenzhen |

| Szczegóły      | Szczegóły  | Szczegóły       | Szczegóły                                | Szczegóły |
| -------------- | ---------- | --------------- | ---------------------------------------- | --- |
| Godzina: 20:00 |            | (0:0, 0:1, 0:1) | 34:03 (PP) Lin Q. 59:48 (EQ/ENG) Wang Y. | Widzów: 7920 Sędzia główny: Ida Henriksson Michelle Stapleton Sędziowie liniowi: Laura Gutasukas Kirsten Welsh |
| Godzina: 20:00 | 2 min. kar |                 | 0 min. kar                               | Widzów: 7920 Sędzia główny: Ida Henriksson Michelle Stapleton Sędziowie liniowi: Laura Gutasukas Kirsten Welsh |

| 26 sierpnia 2023 | Słowacja | 1:2 | Austria | Shenzhen Universiade Center, Shenzhen |

| Szczegóły      | Szczegóły              | Szczegóły       | Szczegóły                                    | Szczegóły                                                                                                 |
| -------------- | ---------------------- | --------------- | -------------------------------------------- | --- |
| Godzina: 13:00 | N. Rumanová (EQ) 56:22 | (0:0, 0:1, 1:1) | 34:40 (EQ) A. Fazokas 44:32 (EQ) T. Grascher | Widzów: 2057 Sędzia główny: Kaisa Ketonen Laura White Sędziowie liniowi: Laura Gutasukas Natalia Suchanek |
| Godzina: 13:00 | 4 min. kar             |                 | 8 min. kar                                   | Widzów: 2057 Sędzia główny: Kaisa Ketonen Laura White Sędziowie liniowi: Laura Gutasukas Natalia Suchanek |

| 26 sierpnia 2023 | Dania | 4:1 | Norwegia | Shenzhen Universiade Center, Shenzhen |

| Szczegóły      | Szczegóły                                                                                     | Szczegóły       | Szczegóły           | Szczegóły |
| -------------- | --------------------------------------------------------------------------------------------- | --------------- | ------------------- | --- |
| Godzina: 16:30 | J. Jakobsen (EQ) 03:10 S. Glud (EQ) 10:44 L. Friis-Hansen (PP) 43:38 M. Peters (EQ/ENG) 58:18 | (2:0, 0:1, 2:0) | 21:02 (EQ) M. Sirum | Widzów: 2957 Sędzia główny: Amy Martin Miyuki Nakayama Sędziowie liniowi: Eva Mária Moleková Johanna Oksanen |
| Godzina: 16:30 | 4 min. kar                                                                                    |                 | 4 min. kar          | Widzów: 2957 Sędzia główny: Amy Martin Miyuki Nakayama Sędziowie liniowi: Eva Mária Moleková Johanna Oksanen |

| 26 sierpnia 2023 | Chiny | 2:1 | Holandia | Shenzhen Universiade Center, Shenzhen |

| Szczegóły      | Szczegóły                             | Szczegóły       | Szczegóły                 | Szczegóły |
| -------------- | ------------------------------------- | --------------- | ------------------------- | --- |
| Godzina: 20:00 | Kong M. (EQ) 16:27 Kang M. (EQ) 43:58 | (1:0, 0:1, 1:0) | 28:03 (PP) A. Seppenwolde | Widzów: 10088 Sędzia główny: Ida Henriksson Michelle Stapleton Sędziowie liniowi: Marine Dinant Kirsten Welsh |
| Godzina: 20:00 | 10 min. kar                           |                 | 4 min. kar                | Widzów: 10088 Sędzia główny: Ida Henriksson Michelle Stapleton Sędziowie liniowi: Marine Dinant Kirsten Welsh |

Tabela
| Lp. | Zespół   | M | Pkt | Z | Zd | Pd | P | G+ | G- | +/− |
| --- | -------- | - | --- | - | -- | -- | - | -- | -- | --- |
| 1   | Chiny    | 5 | 15  | 5 | 0  | 0  | 0 | 14 | 6  | +9  |
| 2   | Dania    | 5 | 9   | 3 | 0  | 0  | 2 | 14 | 8  | +6  |
| 3   | Austria  | 5 | 9   | 3 | 0  | 0  | 2 | 8  | 5  | +3  |
| 4   | Holandia | 5 | 9   | 3 | 0  | 0  | 2 | 13 | 12 | +1  |
| 5   | Norwegia | 5 | 3   | 1 | 0  | 0  | 4 | 11 | 21 | -10 |
| 6   | Słowacja | 5 | 0   | 0 | 0  | 0  | 5 | 4  | 12 | -8  |

    = awans do elity     = utrzymanie w Dywizji IA     = spadek do Dywizji IB
Statystyki indywidualne
- Klasyfikacja strzelców:  Millie Sirum: 5 goli[3]
- Klasyfikacja asystentów:  Mathea Fischer: 5 asyst[4]
- Klasyfikacja kanadyjska:  Millie Sirum: 7 punktów[5]
- Klasyfikacja +/−:  Hu Baozhen: +6[6]
- Klasyfikacja skuteczności interwencji bramkarzy:  Selma Luggin: 97,40%[7]
- Klasyfikacja średniej goli straconych na mecz bramkarzy:  Selma Luggin: 0,81
- Klasyfikacja minut kar:  Esther de Jong
 Emilie Kruse
 Charlotte Wittich
 Zhang Xifang: 8 minut[8]

Nagrody indywidualne
Dyrektoriat turnieju wybrał trójkę najlepszych zawodników, po jednym na każdej pozycji:
- Bramkarz:  Selma Luggin
- Obrońca:  Lin Qiqi
- Napastnik:  Savine Wielenga

## Grupa B
Do mistrzostw świata dywizji IA w 2024 awansował zwycięzca turnieju. Ostatni zespół został zdegradowany do mistrzostw świata dywizji IIA w 2024.
| 17 kwietnia 2023 | Wielka Brytania | 1:0 | Kazachstan | Suwon Ice Rink, Suwon |

| Szczegóły      | Szczegóły           | Szczegóły       | Szczegóły   | Szczegóły                                                                                           |
| -------------- | ------------------- | --------------- | ----------- | --------------------------------------------------------------------------------------------------- |
| Godzina: 12:15 | K. Henry (PS) 49:00 | (0:0, 0:0, 1:0) |             | Widzów: 35 Sędzia główny: Marie Picavet Sędziowie liniowi: Magali Anex dit Chenaud Bethany Bowshall |
| Godzina: 12:15 | 10 min. kar         |                 | 10 min. kar | Widzów: 35 Sędzia główny: Marie Picavet Sędziowie liniowi: Magali Anex dit Chenaud Bethany Bowshall |

| 17 kwietnia 2023 | Słowenia | 0:2 | Polska | Suwon Ice Rink, Suwon |

| Szczegóły      | Szczegóły  | Szczegóły       | Szczegóły                                          | Szczegóły                                                                                 |
| -------------- | ---------- | --------------- | -------------------------------------------------- | ----------------------------------------------------------------------------------------- |
| Godzina: 15:45 |            | (0:0, 0:1, 0:1) | 22:20 (EQ) M. Brzezińska 42:08 (EQ) T. Onyshchenko | Widzów: 50 Sędzia główny: Nikoleta Celárová Sędziowie liniowi: Alexandra Kohl Ma Sang-hee |
| Godzina: 15:45 | 6 min. kar |                 | 6 min. kar                                         | Widzów: 50 Sędzia główny: Nikoleta Celárová Sędziowie liniowi: Alexandra Kohl Ma Sang-hee |

| 17 kwietnia 2023 | Korea Południowa | 2:1 pd. | Włochy | Suwon Ice Rink, Suwon |

| Szczegóły      | Szczegóły                           | Szczegóły            | Szczegóły             | Szczegóły                                                                                   |
| -------------- | ----------------------------------- | -------------------- | --------------------- | ------------------------------------------------------------------------------------------- |
| Godzina: 19:15 | Lee E. (EQ) 22:49 Kim H. (PP) 61:16 | (0:0, 1:1, 0:0, 1:0) | 24:24 (EQ) C. Furlani | Widzów: 650 Sędzia główny: Michaela Matejova Sędziowie liniowi: Brooke Branson Jamie Monard |
| Godzina: 19:15 | 16 min. kar                         |                      | 4 min. kar            | Widzów: 650 Sędzia główny: Michaela Matejova Sędziowie liniowi: Brooke Branson Jamie Monard |

| 18 kwietnia 2023 | Kazachstan | 1:2 | Słowenia | Suwon Ice Rink, Suwon |

| Szczegóły      | Szczegóły               | Szczegóły       | Szczegóły                                   | Szczegóły                                                                            |
| -------------- | ----------------------- | --------------- | ------------------------------------------- | ------------------------------------------------------------------------------------ |
| Godzina: 12:15 | A. Gołotwina (EQ) 45:21 | (0:1, 0:0, 1:1) | 03:10 (EQ) S. Confidenti 45:08 (PP) P. Pren | Widzów: 30 Sędzia główny: Melissa Doyle Sędziowie liniowi: Melissa Brunn Ma Sang-hee |
| Godzina: 12:15 | 4 min. kar              |                 | 4 min. kar                                  | Widzów: 30 Sędzia główny: Melissa Doyle Sędziowie liniowi: Melissa Brunn Ma Sang-hee |

| 18 kwietnia 2023 | Włochy | 2:0 | Wielka Brytania | Suwon Ice Rink, Suwon |

| Szczegóły      | Szczegóły                                 | Szczegóły       | Szczegóły   | Szczegóły                                                                                    |
| -------------- | ----------------------------------------- | --------------- | ----------- | -------------------------------------------------------------------------------------------- |
| Godzina: 15:45 | A. Caumo (SH) 21:14 M. Fantin (PP2) 52:01 | (0:0, 1:0, 1:0) |             | Widzów: 60 Sędzia główny: Michaela Matejova Sędziowie liniowi: Bethany Bowshall Jamie Monard |
| Godzina: 15:45 | 16 min. kar                               |                 | 16 min. kar | Widzów: 60 Sędzia główny: Michaela Matejova Sędziowie liniowi: Bethany Bowshall Jamie Monard |

| 18 kwietnia 2023 | Polska | 0:4 | Korea Południowa | Suwon Ice Rink, Suwon |

| Szczegóły      | Szczegóły  | Szczegóły       | Szczegóły                                                                 | Szczegóły                                                                                               |
| -------------- | ---------- | --------------- | ------------------------------------------------------------------------- | --- |
| Godzina: 19:15 |            | (0:1, 0:2, 0:1) | 16:25 (PP) Park C. 29:43 (EQ) Kim H. 33:07 (EQ) Choi J. 42:58 (EQ) Han S. | Widzów: 1000 Sędzia główny: Nikoleta Celárová Sędziowie liniowi: Magali Anex dit Chenaud Brooke Branson |
| Godzina: 19:15 | 8 min. kar |                 | 14 min. kar                                                               | Widzów: 1000 Sędzia główny: Nikoleta Celárová Sędziowie liniowi: Magali Anex dit Chenaud Brooke Branson |

| 20 kwietnia 2023 | Polska | 2:1 | Wielka Brytania | Suwon Ice Rink, Suwon |

| Szczegóły      | Szczegóły                                  | Szczegóły       | Szczegóły          | Szczegóły                                                                                             |
| -------------- | ------------------------------------------ | --------------- | ------------------ | --- |
| Godzina: 12:15 | W. Gogoc (EQ) 40:46 W. Sikorska (PP) 58:54 | (0:0, 0:1, 2:0) | 29:11 (EQ) B. Hill | Widzów: 23 Sędzia główny: Michaela Matejova Sędziowie liniowi: Magali Anex dit Chenaud Alexandra Kohl |
| Godzina: 12:15 | 6 min. kar                                 |                 | 6 min. kar         | Widzów: 23 Sędzia główny: Michaela Matejova Sędziowie liniowi: Magali Anex dit Chenaud Alexandra Kohl |

| 20 kwietnia 2023 | Włochy | 3:0 | Kazachstan | Suwon Ice Rink, Suwon |

| Szczegóły      | Szczegóły                                                                 | Szczegóły       | Szczegóły   | Szczegóły                                                                              |
| -------------- | ------------------------------------------------------------------------- | --------------- | ----------- | -------------------------------------------------------------------------------------- |
| Godzina: 15:45 | A. Varano (PP) 15:18 A. Abatangelo (EQ) 30:44 M. Campo Bagatin (EQ) 38:09 | (1:0, 2:0, 0:0) |             | Widzów: 295 Sędzia główny: Melissa Doyle Sędziowie liniowi: Brooke Branson Ma Sang-hee |
| Godzina: 15:45 | 12 min. kar                                                               |                 | 12 min. kar | Widzów: 295 Sędzia główny: Melissa Doyle Sędziowie liniowi: Brooke Branson Ma Sang-hee |

| 20 kwietnia 2023 | Słowenia | 2:4 | Korea Południowa | Suwon Ice Rink, Suwon |

| Szczegóły      | Szczegóły                                         | Szczegóły       | Szczegóły                                                                   | Szczegóły                                                                               |
| -------------- | ------------------------------------------------- | --------------- | --------------------------------------------------------------------------- | --------------------------------------------------------------------------------------- |
| Godzina: 19:15 | S. Confidenti (EQ) 05:41 S. Confidenti (PP) 49:15 | (1:1, 0:1, 1:2) | 08:26 (PP) Han S. 27:29 (EQ/EA) Lee E. 44:12 (EQ) Park J. 47:41 (PP) Lee E. | Widzów: 1250 Sędzia główny: Marie Picavet Sędziowie liniowi: Melissa Brunn Jamie Monard |
| Godzina: 19:15 | 12 min. kar                                       |                 | 4 min. kar                                                                  | Widzów: 1250 Sędzia główny: Marie Picavet Sędziowie liniowi: Melissa Brunn Jamie Monard |

| 22 kwietnia 2023 | Włochy | 4:2 | Słowenia | Suwon Ice Rink, Suwon |

| Szczegóły      | Szczegóły                                                                            | Szczegóły       | Szczegóły                                        | Szczegóły                                                                                  |
| -------------- | ------------------------------------------------------------------------------------ | --------------- | ------------------------------------------------ | ------------------------------------------------------------------------------------------ |
| Godzina: 12:15 | S. Gius (EQ) 06:13 F. Stocker (EQ) 06:56 B. Larger (PP) 18:26 R. Roccella (PP) 27:22 | (3:1, 1:1, 0:0) | 10:27 (EQ) A. Nylaander 21:54 (EQ) S. Confidenti | Widzów: 200 Sędzia główny: Michaela Matejova Sędziowie liniowi: Melissa Brunn Jamie Monard |
| Godzina: 12:15 | 4 min. kar                                                                           |                 | 18 min. kar                                      | Widzów: 200 Sędzia główny: Michaela Matejova Sędziowie liniowi: Melissa Brunn Jamie Monard |

| 22 kwietnia 2023 | Korea Południowa | 3:2 | Wielka Brytania | Suwon Ice Rink, Suwon |

| Szczegóły      | Szczegóły                                              | Szczegóły       | Szczegóły                                | Szczegóły                                                                                    |
| -------------- | ------------------------------------------------------ | --------------- | ---------------------------------------- | -------------------------------------------------------------------------------------------- |
| Godzina: 15:45 | Park J. (EQ) 14:32 Kim H. (PP) 24:44 Han S. (PP) 39:59 | (1:0, 2:2, 0:0) | 28:39 (EQ) K. Marsden 32:30 (PP) K. Gale | Widzów: 1700 Sędzia główny: Melissa Doyle Sędziowie liniowi: Bethany Bowshall Alexandra Kohl |
| Godzina: 15:45 | 8 min. kar                                             |                 | 8 min. kar                               | Widzów: 1700 Sędzia główny: Melissa Doyle Sędziowie liniowi: Bethany Bowshall Alexandra Kohl |

| 22 kwietnia 2023 | Kazachstan | 2:3 | Polska | Suwon Ice Rink, Suwon |

| Szczegóły      | Szczegóły                                      | Szczegóły       | Szczegóły                                                            | Szczegóły                                                                                           |
| -------------- | ---------------------------------------------- | --------------- | -------------------------------------------------------------------- | --------------------------------------------------------------------------------------------------- |
| Godzina: 19:15 | D. Mołdabaj (PP) 06:30 A. Gołotwina (EQ) 54:41 | (1:1, 0:0, 1:2) | 12:40 (PP) K. Chrapek 40:32 (PP) K. Chrapek 59:22 (EQ) K. Późniewska | Widzów: 200 Sędzia główny: Nikoleta Celárová Sędziowie liniowi: Magali Anex dit Chenaud Ma Sang-hee |
| Godzina: 19:15 | 12 min. kar                                    |                 | 12 min. kar                                                          | Widzów: 200 Sędzia główny: Nikoleta Celárová Sędziowie liniowi: Magali Anex dit Chenaud Ma Sang-hee |

| 23 kwietnia 2023 | Wielka Brytania | 3:4 pk. | Słowenia | Suwon Ice Rink, Suwon |

| Szczegóły      | Szczegóły                                                       | Szczegóły                 | Szczegóły                                                                                     | Szczegóły                                                                                |
| -------------- | --------------------------------------------------------------- | ------------------------- | --------------------------------------------------------------------------------------------- | ---------------------------------------------------------------------------------------- |
| Godzina: 12:15 | L. Beal (PP) 03:07 K. Marsden (EQ) 23:43 A. Headland (EQ) 55:13 | (1:0, 1:2, 1:1, 0:0, 0:1) | 22:33 (EQ) A. Nylaander 25:58 (EQ) P. Pren 56:10 (PP) S. Confidenti 65:00 (GWG) S. Confidenti | Widzów: 100 Sędzia główny: Nikoleta Celárová Sędziowie liniowi: Ma Sang-hee Jamie Monard |
| Godzina: 12:15 | 2 min. kar                                                      |                           | 6 min. kar                                                                                    | Widzów: 100 Sędzia główny: Nikoleta Celárová Sędziowie liniowi: Ma Sang-hee Jamie Monard |

| 23 kwietnia 2023 | Kazachstan | 1:2 | Korea Południowa | Suwon Ice Rink, Suwon |

| Szczegóły      | Szczegóły               | Szczegóły       | Szczegóły                           | Szczegóły                                                                                   |
| -------------- | ----------------------- | --------------- | ----------------------------------- | ------------------------------------------------------------------------------------------- |
| Godzina: 15:45 | Ł. Swiridowa (EQ) 09:13 | (1:1, 0:0, 0:1) | 04:09 (PP) Han S. 56:23 (EQ) Kim H. | Widzów: 2300 Sędzia główny: Marie Picavet Sędziowie liniowi: Bethany Bowshall Melissa Brunn |
| Godzina: 15:45 | 10 min. kar             |                 | 4 min. kar                          | Widzów: 2300 Sędzia główny: Marie Picavet Sędziowie liniowi: Bethany Bowshall Melissa Brunn |

| 23 kwietnia 2023 | Polska | 1:0 | Włochy | Suwon Ice Rink, Suwon |

| Szczegóły      | Szczegóły                | Szczegóły       | Szczegóły  | Szczegóły                                                                                          |
| -------------- | ------------------------ | --------------- | ---------- | -------------------------------------------------------------------------------------------------- |
| Godzina: 19:15 | K. Późniewska (EQ) 31:14 | (0:0, 1:0, 0:0) |            | Widzów: 200 Sędzia główny: Melissa Doyle Sędziowie liniowi: Magali Anex dit Chenaud Brooke Branson |
| Godzina: 19:15 | 10 min. kar              |                 | 8 min. kar | Widzów: 200 Sędzia główny: Melissa Doyle Sędziowie liniowi: Magali Anex dit Chenaud Brooke Branson |

Tabela
| Lp. | Zespół           | M | Pkt | Z | Zd | Pd | P | G+ | G- | +/− |
| --- | ---------------- | - | --- | - | -- | -- | - | -- | -- | --- |
| 1   | Korea Południowa | 5 | 14  | 4 | 1  | 0  | 0 | 15 | 6  | +9  |
| 2   | Polska           | 5 | 12  | 4 | 0  | 0  | 1 | 8  | 7  | +1  |
| 3   | Włochy           | 5 | 10  | 3 | 0  | 1  | 1 | 10 | 5  | +5  |
| 4   | Słowenia         | 5 | 5   | 1 | 1  | 0  | 3 | 10 | 14 | -4  |
| 5   | Wielka Brytania  | 5 | 4   | 1 | 0  | 1  | 3 | 7  | 11 | -4  |
| 6   | Kazachstan       | 5 | 0   | 0 | 0  | 0  | 5 | 4  | 11 | -7  |

    = awans do Dywizji IA     = utrzymanie w Dywizji IB     = spadek do Dywizji IIA
Statystyki indywidualne
- Klasyfikacja strzelców:  Sara Confidenti: 5 goli[10]
- Klasyfikacja asystentów:  Park Jong-ah: 4 asysty[11]
- Klasyfikacja kanadyjska:  Sara Confidenti: 7 punktów[12]
- Klasyfikacja +/−:  Kim Hee-won: +5[13]
- Klasyfikacja skuteczności interwencji bramkarzy:  Elisa Biondi: 98,31%[14]
- Klasyfikacja średniej goli straconych na mecz bramkarzy:  Elisa Biondi: 0,33
- Klasyfikacja minut kar:  Pia Pren
 Franziska Stocker: 10 minut[15]

Nagrody indywidualne
Dyrektoriat turnieju wybrał trójkę najlepszych zawodników, po jednym na każdej pozycji:
- Bramkarz:  Pia Dukarič
- Obrońca:  Nadia Mattivi
- Napastnik:  Park Jong-ah